# Wsiewołod Murachowski
Wsiewołod Sierafimowicz Murachowski (ros. Всеволод Серафимович Мураховский, ur. 20 października 1926 we wsi Gołubowka w obwodzie ługańskim, zm. 12 stycznia 2017 w Moskwie) – radziecki działacz państwowy i partyjny, I zastępca przewodniczącego Rady Ministrów ZSRR (1985–1989), Bohater Pracy Socjalistycznej (1982).

## Życiorys
Urodzony w rodzinie ukraińskich nauczycieli, od 1936 mieszkał z rodzicami w Kraju Stawropolskim (w Niewinnomyssku), od kwietnia 1941 członek Komsomołu, wybrany w skład szkolnego komitetu Komsomołu, od 1945 żołnierz Armii Czerwonej, brał udział w ofensywie dalekowschodniej przeciwko Japonii. Od 1945 kandydat, a od 1946 członek WKP(b). W 1950 zdemobilizowany, wrócił do Niewinnomyssku, w latach 1950–1954 studiował w Stawropolskim Państwowym Instytucie Pedagogicznym, gdzie był sekretarzem komitetu WKP(b) i członkiem biura partyjnego, w latach 1954–1956 I sekretarz Komitetu Miejskiego Komsomołu w Stawropolu. W 1956 kierownik działu szkoły średniej w Niewinnomyssku, między 1956 a 1957 kirownik gabinetu ekonomii politycznej Stawropolskiego Instytutu Ekonomicznego, w 1957 kierownik Wydziału Nauki i Szkół Komitetu Krajowego KPZR w Stawropolu, również od 1957 kierownik Wydziału Propagandy i Agitacji Komitetu Miejskiego KPZR w Stawropolu. Od 1959 sekretarz Komitetu Miejskiego KPZR w Stawropolu, od 1961 kierownik Wydziału Propagandy i Agitacji Stawropolskiego Komitetu Krajowego KPZR, od 1963 zastępca przewodniczącego Komitetu Wykonawczego Stawropolskiej Krajowej Rady Deputatów Pracujących, od 1964 kierownik Wydziału Nauki i Instytucji Edukacyjnych Stawropolskiego Komitetu Krajowego KPZR. Od 1965 I sekretarz Komitetu Miejskiego KPZR w Kisłowodsku, od 1970 I sekretarz Komitetu Miejskiego KPZR w Stawropolu, w latach 1974–1975 sekretarz Stawropolskiego Komitetu Krajowego KPZR, od 25 czerwca 1975 do 16 grudnia 1978 I sekretarz Karaczajo-Czerkieskiego Komitetu Obwodowego KPZR. Od 4 grudnia 1978 do 4 listopada 1985 I sekretarz Stawropolskiego Komitetu Krajowego KPZR (zastąpił na tym stanowisku Michaiła Gorbaczowa), od 1 listopada 1985 do 7 czerwca 1989 I zastępca przewodniczącego Rady Ministrów ZSRR, następnie na emeryturze. W latach 1981–1990 członek KC KPZR. W latach 1979–1989 deputowany do Rady Najwyższej ZSRR X i XI kadencji. Od 2008 honorowy obywatel Kraju Stawropolskiego.

## Odznaczenia
- Medal Sierp i Młot Bohatera Pracy Socjalistycznej (12 marca 1982)
- Order Lenina (dwukrotnie – 12 marca 1982 i 17 października 1986)
- Order Rewolucji Październikowej (19 października 1976)
- Order Czerwonego Sztandaru Pracy (5 kwietnia 1971)
- Order Wojny Ojczyźnianej II klasy (11 marca 1985)
- Order „Znak Honoru” (21 lipca 1966)
- Medal „Za zasługi bojowe” (28 sierpnia 1945)

I medale.